# Сидоров, Юрий Климентьевич
Юрий Клементьевич Сидоров — советский передовик производства, бригадир токарей-карусельщиков завода «Электросила», Герой Социалистического Труда (1976).
Родился 18.06.1928 в Ленинграде в семье служащих. Блокадник. Член КПСС с 1953 г.
После окончания средней школы (1945) - матрос Торгового флота. В 1949—1951 годах проходил армейскую службу в Германии.
С 1951 г. работал на заводе «Электросила»: ученик токаря, токарь, с 1972 года бригадир токарей-карусельщиков.
С 1988 года на пенсии. В 1991—2010 председатель Совета ветеранов завода «Электросила».
В 1976 году за участие в выпуске электрооборудования для атомного ледокола «Арктика» присвоено звание Героя Социалистического Труда.
Депутат Верховного Совета СССР 8-9-го созывов.
Умер в Санкт-Петербурге в 2017 году.